# Hieracium aphyllum
Hieracium aphyllum es una especie de planta con flor del género Hieracium, de la familia Asteraceae, orden Asterales.

## Distribución
Hieracium aphyllum se distribuye por Francia, Italia y Suiza.

## Taxonomía
Fue descrita científicamente por Näg. & Peter. Fue publicada en Hierac. Mitt.-Eur. 2: 234 (1886).